# 1110年
| 千纪： | 2千纪 |
| 世纪： | 11世纪 \| 12世纪 \| 13世纪                                                                                   |
| 年代： | 1080年代 \| 1090年代 \| 1100年代 \| 1110年代 \| 1120年代 \| 1130年代 \| 1140年代                             |
| 年份： | 1105年 \| 1106年 \| 1107年 \| 1108年 \| 1109年 \| 1110年 \| 1111年 \| 1112年 \| 1113年 \| 1114年 \| 1115年   |
| 纪年： | 庚寅年（虎年）；辽统十年；北宋大观四年；西夏貞觀十年；大理文治元年；越南會祥大慶元年；日本天仁三年，天永元年 |

## 大事记
- 欧洲
  - 神聖羅馬帝國的亨利五世因与教宗帕斯卡二世谈判破裂，率军入侵意大利。

## 出生
- 虞允文

## 逝世
- 2月23日——李誡，北宋著名建築师。
- 晁補之，北宋詞人、文學家，與張耒、黃庭堅、秦觀並稱蘇門四學士。
- 晏幾道，北宋婉约派詞人。晏殊第七子。